# Germano da Silva Domingos
Germano da Silva Domingos ComMAI (Lajes do Pico, 6 de Novembro de 1934 — Lisboa, 5 de Maio de 2015) foi um engenheiro civil e político açoriano, que entre outras funções foi deputado e membro do Governo Regional dos Açores.

## Biografia
Natural da ilha do Pico, estudou no Liceu da Horta. Licenciou-se em Engenharia Civil pelo Instituto Superior Técnico da Universidade Técnica de Lisboa em 1969. Depois de uma carreira militar onde atingiu o posto de capitão e de prestar serviço na Guiné Portuguesa, fixou-se na ilha do Faial. Foi marido de Maria do Rosário Prates Serra da Silva Domingos e pai de Lusa Catarina da Serra Domingos e Hugo António Serra Domingos.
Foi deputado à Assembleia Constituinte pelo círculo eleitoral do então Distrito Autónomo da Horta (1975) e depois à Assembleia da República pelo círculo dos Açores (1979 e 1991), eleito nas listas do Partido Popular Democrático.
Integrou o I Governo Regional dos Açores (1976), como Secretário Regional da Agricultura e Pescas, e depois o III Governo Regional dos Açores como Secretário Regional do Equipamento Social (1984).
Foi condecorado com o grau de Comendador da Ordem Civil do Mérito Agrícola e Industrial, Classe Industrial, a 16 de Outubro de 1982, pelo Presidente da República.  Em 2007 recebeu a Insígnia Autonómica de Reconhecimento, uma condecoração atribuída pela Assembleia Legislativa dos Açores.